# 천안시의 역사

## 고려시대
천안이라는 명칭은 고려 초기에 처음 등장하였다. 고려 태조는 930년에 동서도솔을 합쳐 천안도독부를 설치하였다.  태조 왕건은 술사 예방이 삼국의 중앙에 해당하는 천안은 다섯 용이 구슬을 다투는 지세이므로 이곳에 큰 관부를 설치하면 후백제가 스스로 항복해 올 것이라는 말을 들었다.  천안은 고려의 남진정책의 전초기지로 중앙군이 파견되어 주둔하였을 것이라고 추측된다. 왕건은 왕자성에 성을 쌓고 군사훈련소를 설치하였다. 지금도 천안시에는 부대동, 태조산등의 관련 지명이 남아있다.

## 근대 이후
- 1914년 3월 1일: 천안군, 직산군, 목천군이 천안군으로 통폐합되었다.[1]
- 1914년 4월 1일: 통합된 천안군의 면을 14개로 개편하였다.[2]

| 조선총독부령 제111호 |                | |
| 구 행정구역 | 신 행정구역    | 신 행정구역                                                                                            |
| 천안군 상리면(上里面) | 영성면(寧城面) | 읍내리, 유량리                                                                                         |
| 천안군 하리면(下里面) | 영성면(寧城面) | 봉명리, 성정리, 원성리                                                                                 |
| 천안군 북일면(北一面) | 영성면(寧城面) | 부대리, 신당리, 신부리, 안서리                                                                         |
| 천안군 북이면(北二面) | 영성면(寧城面) | 두정리, 성성리, 업성리                                                                                 |
| 천안군 군남면(郡南面) 고좌리/구곡리/복성리, 거동/삼거리/둔지리/무상리, 통정리/신흥리/상신리/중신리/하신리/방산리, 두대동/쌍룡리/(하리면) 다가리 일부, 청당리/거재리/신둔지리 | 환성면(歡城面) | 구성리, 삼룡리, 신방리, 용곡리, 청당리                                                                 |
| 천안군 군서면(郡西面) 백석리, 불무동/서당리, 미라리/쌍정리/용암리, 율지동/(북이면) 차대리/(아산군 일동면) 율지리 | 환성면(歡城面) | 백석리, 불당리, 쌍용리, 차암리                                                                         |
| 천안군 대동면(大東面) 상마가산/중마가산/(소동면) 송정리, 신기리/보성리/(원서면) 용문리/점촌, 주양리/관음리/수성리/호정리/궁리/상정자리/중정자리/하정자리/(원서면) 궁리 | 풍세면         | 가송리, 보성리, 풍서리                                                                                 |
| 천안군 소동면(小東面) 이곡/오리동/평리/중리/신리/작본리/신대리/용경리, 죽계리/석우리/두지동, 웅리/토정리 | 풍세면         | 구룡리, 두남리, 미죽리                                                                                 |
| 천안군 원서면(遠西面) 난산리/공사동/(소동면) 남관리/(군남면) 공사동, 학계리/원당리/삼대리, 상도종/용두리/대정리 | 풍세면         | 남관리, 삼태리, 용정리                                                                                 |
| 천안군 원일면(遠一面) 내산리/수철리/대거리/검단리/안심대/곡도치/만북동/어인동/목과동, 석실리/상덕암리/하덕암리/이화동/(원이면) 대추원, 대흥리/당하리/자매곡/상금곡/중금곡/하금곡, 광치/보산원/개천동/세곡리/성주리/능산리/양지리/(원이면) 용경리, 대곡리/동산리/사기동/석지동/장구동/왕승리 | 광덕면         | 광덕리, 대덕리, 매당리, 보산원리, 지장리                                                               |
| 천안군 원이면(遠二面) 취성리/피덕리/대평원, 자오곡/야동/하쌍령리, 모동/상신덕/하신덕, 칠전리/입석리/용문리/성산리, 상쌍령리/원대리/(전의군 대서면) 가덕리/내삼천리/외삼천리, 구정리/척성리/행촌                                                                                             | 광덕면         | 대평리, 무학리, 신덕리, 신흥리, 원덕리, 행정리                                                         |
| 직산군 동변면(東邊面) | 성산면         | 군동리, 남산리, 판정리                                                                                 |
| 직산군 서변면(西邊面) | 성산면         | 군서리, 삼은리, 수헐리                                                                                 |
| 직산군 일서면(一西面) | 성산면         | 마정리, 모시리, 부송리, 상덕리, 석곡리, 신갈리, 양당리, 자은가리                                       |
| 직산군 이서면(二西面) | 성환면         | 매주리, 율금리, 송덕리, 신방리, 왕림리, 우신리                                                         |
| 직산군 삼서면(三西面) | 성환면         | 복모리, 성월리, 성환리, 수포리, 신가리, 어룡리, 와룡리                                                 |
| 직산군 이북면(二北面) | 성환면         | 대홍리, 안궁리, 양령리, 수향리, 학정리                                                                 |
| 직산군 이남면(二南面) | 성거면         | 천흥리, 저리, 정촌리, 오색당리, 신월리, 소우리, 문덕리, 석교리, 요방리, 송남리                         |
| 직산군 이동면(二東面) | 성거면         | 모전리, 삼곡리, 오목리                                                                                 |
| 직산군 이동면(二東面) | 입장면         | 기로리, 상장리, 시장리, 신덕리, 양대리, 하장리, 호당리, 홍천리, 호계리                                 |
| 직산군 삼동면(三東面) | 입장면         | 가산리, 도림리, 독정리, 산정리, 용정리, 유리, 흑암리, 신두리, 연곡리                                   |
| 목천군 읍내면(邑內面) | 목천면         | 교촌리, 남화리, 덕전리, 동리, 동평리, 서리, 서흥리, 석천리, 송전리                                     |
| 목천군 서면(西面) | 목천면         | 교천리, 도장리, 삼성리, 소사리, 신계리, 운전리, 응원리, 지산리, 천정리                                 |
| 목천군 남면(南面) | 성남면         | 대정리, 대흥리, 봉양리, 신덕리, 석곡리                                                                 |
| 목천군 세성면(細城面) | 성남면         | 신사리, 화성리, 용원리                                                                                 |
| 목천군 수신면(修身面) | 성남면         | 대화리                                                                                                 |
| 목천군 수신면(修身面) | 수신면         | 해정리, 속창리, 백자리, 발산리, 신풍리, 장산리, 복다회리                                               |
| 목천군 갈전면(葛田面) | 갈전면         | 가전리, 병천리, 도원리, 관성리, 매성리, 봉항리                                                         |
| 목천군 이동면(二東面) | 갈전면         | 용두리, 탑원리                                                                                         |
| 목천군 이동면(二東面) | 동면           | 구도리, 송련리, 수남리, 화덕리                                                                         |
| 목천군 일동면(一東面) | 동면           | 광덕리, 덕성리, 동산리, 장송리, 죽계리, 행암리, 화계리                                                 |
| 목천군 북면(北面) | 북면           | 용암리, 연춘리, 은지리, 대평리, 매송리, 오곡리, 상동리, 양곡리, 전곡리, 명덕리, 사담리, 운용리, 납안리 |
- 1917년 10월 1일: 영성면을 천안면(天安面)으로, 성산면을 직산면(稷山面)으로 각각 개칭하였다.[3]
- 1919년 4월 1일(음력 3월 1일): 병천 아우내 장터에서 만세 운동이 일어났다.
- 1920년: 천안면의 일부 리(里)가 다음과 같이 분할되었다.

| 구 행정구역                                      | 신 행정구역    |
| ------------------------------------------------ | -------------- |
| 읍내리(邑內里)                                   | 본정(本町)     |
| 읍내리(邑內里)                                   | 황금정(黃金町) |
| 읍내리(邑內里)                                   | 영정(榮町)     |
| 읍내리(邑內里)                                   | 대화정(大和町) |
| 읍내리(邑內里)                                   | 남산정(南山町) |
| 읍내리(邑內里)                                   | 영성정(寧城町) |
| 읍내리(邑內里)                                   | 욱정(旭町)     |
| 읍내리(邑內里)                                   | 청수정(淸水町) |
| 환성면 청당리(淸堂里) 일부 (+천안면 읍내리 일부) |                |
| 봉명리(鳳鳴里)                                   | 봉명정(鳳鳴町) |
| 봉명리(鳳鳴里)                                   | 산평정(山平町) |
- 1931년 4월 1일: 천안면이 천안읍으로 승격하였다.[4]
- 1938년 10월 1일 천안읍과 환성면 간 행정구역 변동이 있었다.[5][6]

| 조선총독부령 제197호                                          |             |
| 구 행정구역                                                   | 신 행정구역 |
| 환성면 구성리, 청당리 일부, 용곡리 일부                       | 천안읍 일부 |
| 천안읍 유량리, 안서리, 신당리, 부대리, 업성리, 성성리, 두정리 | 환성면 일부 |
- 1942년: 갈전면을 병천면(竝川面)으로 개칭하였다.
- 1946년: 천안읍 내의 일본식 정(町) 명칭을 다음과 같이 고쳤다.

| 구 행정구역    | 신 행정구역    |
| -------------- | -------------- |
| 본정(本町)     | 대흥동(大興洞) |
| 황금정(黃金町) | 와촌동(瓦村洞) |
| 영정(榮町)     | 성황동(城隍洞) |
| 대화정(大和町) | 문화동(文化洞) |
| 남산정(南山町) | 사직동(社稷洞) |
| 영성정(寧城町) | 영성동(寧城洞) |
| 욱정(旭町)     | 오룡동(五龍洞) |
| 청수정(淸水町) | 청수동(淸水洞) |
| 봉명정(鳳鳴町) | 봉명동(鳳鳴洞) |
| 산평정(山平町) | 다가동(多可洞) |
- 1963년 1월 1일: 천안읍·환성면 일원을 관할로 천안시가 설치되고, 천안군은 천원군(天原郡)으로 개칭했다.[7]
- 1973년 7월 1일: 천원군 수신면 복다회리와 동면 용두리를 병천면으로 옮기고[8], 성환면을 성환읍으로 승격하였다.[9]
- 1975년 1월 1일: 천안시가 10개 출장소를 행정동으로 전환했다.[10]

| 행정구역 | 법정구역                                       |
| -------- | ---------------------------------------------- |
| 대룡동   | 대흥동, 오룡동                                 |
| 문성동   | 성황동, 문화동                                 |
| 남산동   | 사직동, 영성동                                 |
| 원성동   | 원성동                                         |
| 성촌동   | 와촌동, 성정동                                 |
| 쌍봉동   | 백석동, 봉명동, 쌍용동, 불당동                 |
| 신용동   | 다가동, 용곡동, 신방동                         |
| 청룡동   | 구성동, 청수동, 삼룡동, 청당동                 |
| 신안동   | 유량동, 신부동, 안서동                         |
| 부성동   | 두정동, 성성동, 차암동, 업성동, 신당동, 부대동 |
- 1982년 5월 8일: 천원군청이 천안시 오룡동에서 천원군 성거면 신월리(현재의 서북구청)로 이전하였다.[11]
- 1983년 2월 15일: 천원군 풍세면 구룡리가 천안시에 편입되었다.[12]

| 행정구역      | 행정구역      | 법정구역                                                       |
| 기존          | 개편 후       | 법정구역                                                       |
| ------------- | ------------- | -------------------------------------------------------------- |
| 천안시 청룡동 | 천안시 청룡동 | 구성동, 청수동, 삼룡동, 청당동                                 |
| 천원군 풍세면 | 천안시 청룡동 | 구룡동                                                         |
| 천원군 풍세면 | 천원군 풍세면 | 미죽리, 두남리, 보성리, 풍서리, 가송리, 삼태리, 용정리, 남관리 |
- 1985년 10월 1일: 천원군 성거면이 성거읍으로 승격하였다.[13]
- 1985년 11월 1일: 천안시 원성동을 원성1동과 원성2동으로 분동하였다.[14]
- 1989년 1월 1일: 천원군 입장면 도하리를 성환읍으로 옮겼다.[15]
- 1991년 1월 1일: 천원군의 명칭을 천안군으로 되돌렸다.[16]
- 1994년 7월 1일: 천안시 성촌동이 성정1동과 성정2동으로 분동되었다.[17]

| 행정구역 | 행정구역 | 법정구역     |
| 기존     | 개편 후  | 법정구역     |
| -------- | -------- | ------------ |
| 성촌동   | 성정1동  | 와촌동       |
| 성촌동   | 성정1동  | 성정동(일부) |
| 성촌동   | 성정2동  | 성정동(일부) |
- 1995년 2월 20일: 천안시 쌍봉동을 봉명동과 쌍용동으로 분동하였다.[18]

| 행정구역 | 행정구역       | 법정구역 |
| 기존     | 개편 후        | 법정구역 |
| -------- | -------------- | -------- |
| 쌍봉동   | 봉명동         | 봉명동   |
| 쌍봉동   | 봉명동         | 쌍용동   |
| 쌍봉동   | 쌍용동         |          |
| 쌍봉동   | 백석동, 불당동 |          |
- 1995년 5월 10일: 천안시·천안군 일원을 관할로 도농복합시인 천안시가 설치되었다.[19](2읍 10면 13행정동)
- 1995년 8월 2일: 병천면 복다회리를 송정리(松亭里)로 개칭하였다.[20]
- 1996년 1월 1일: 쌍용동을 쌍용1동과 쌍용2동으로 분동하였다.[21](2읍 10면 14행정동)

| 행정구역 | 행정구역 | 법정구역       |
| 기존     | 개편 후  | 법정구역       |
| -------- | -------- | -------------- |
| 쌍용동   | 쌍용1동  | 쌍용동(일부)   |
| 쌍용동   | 쌍용2동  | 쌍용동(일부)   |
| 쌍용동   | 쌍용2동  | 백석동, 불당동 |
- 1996년 11월 1일: 유량동을 신안동에서 원성1동으로 옮겼다.[22]

| 행정구역 | 행정구역 | 법정구역       |
| 기존     | 개편 후  | 법정구역       |
| -------- | -------- | -------------- |
| 원성1동  | 원성1동  | 원성동(일부)   |
| 신안동   | 원성1동  | 유량동         |
| 신안동   | 신안동   | 신부동, 안서동 |
- 1997년 10월 20일: 사직동, 영성동, 다가동, 원성동, 구성동 일부의 동명칭과 관할구역이 일부 변경되었다.[23]
- 1999년 10월 11일: 대룡동과 남산동이 중앙동으로 통합되었다.[24](2읍 10면 13행정동)
- 2002년 1월 1일: 직산면이 직산읍으로, 목천면이 목천읍으로 승격하였다.[25](4읍 8면 13행정동)
- 2003년 8월 1일: 쌍용3동이 쌍용2동에서 분동하였다.[26](4읍 8면 14행정동)

| 행정구역 | 행정구역 | 법정구역       |
| 기존     | 개편 후  | 법정구역       |
| -------- | -------- | -------------- |
| 쌍용2동  | 쌍용2동  | 쌍용동(일부)   |
| 쌍용2동  | 쌍용3동  | 쌍용동(일부)   |
| 쌍용2동  | 쌍용3동  | 백석동, 불당동 |
- 2005년 9월 30일: 시청을 문화동에서 시내 서부의 불당동으로 이전하였다.[27]
- 2006년 1월 10일: 쌍용3동에서 백석동을 분동하였다.[28](4읍 8면 15행정동)

| 행정구역 | 행정구역 | 법정구역       |
| 기존     | 개편 후  | 법정구역       |
| -------- | -------- | -------------- |
| 쌍용3동  | 쌍용3동  | 쌍용동(일부)   |
| 쌍용3동  | 백석동   | 백석동, 불당동 |
- 2007년 5월 28일: 신용동을 일봉동과 신방동으로 분동하였다.[29](4읍 8면 16행정동)

| 행정구역 | 행정구역 | 법정구역 |
| 기존     | 개편 후  | 법정구역 |
| -------- | -------- | -------- |
| 신용동   | 일봉동   | 다가동   |
| 신용동   | 일봉동   | 용곡동   |
| 신용동   | 신방동   |          |
| 신용동   | 신방동   |          |
- 2007년 12월: 천안시 2개 구(동남구,서북구) 설치 승인
- 2008년 6월 23일: 동남구와 서북구가 설치되었다.[30](2구 4읍 8면 16행정동)

| 구     | 읍·면·동 |
| ------ | --- |
| 동남구 | 목천읍, 풍세면, 광덕면, 북면, 성남면, 수신면, 병천면, 동면, 중앙동, 문성동, 원성1동, 원성2동, 봉명동, 일봉동, 신방동, 청룡동, 신안동 |
| 서북구 | 성환읍, 성거읍, 직산읍, 입장면, 성정1동, 성정2동, 쌍용1동, 쌍용2동, 쌍용3동, 백석동, 부성동                                          |
- 2013년 10월 14일: 백석동에서 불당동을 분동하고, 부성동을 부성1동과 부성2동으로 분동하였다.[31](2구 4읍 8면 18행정동)

| 행정구역 | 행정구역       | 법정구역               |
| 기존     | 개편 후        | 법정구역               |
| -------- | -------------- | ---------------------- |
| 백석동   | 불당동         | 불당동                 |
| 백석동   | 백석동         | 백석동                 |
| 부성동   | 부성1동        | 업성동, 신당동, 부대동 |
| 부성동   | 부성1동        | 두정동                 |
| 부성동   | 부성2동        |                        |
| 부성동   | 성성동, 차암동 |                        |
- 2021년 11월 15일: 불당동을 불당1동과 불당2동으로 분동하였다.[32](2구 4읍 8면 19행정동)

| 행정구역 | 행정구역 | 법정구역 |
| 기존     | 개편 후  | 법정구역 |
| -------- | -------- | -------- |
| 불당동   | 불당1동  | 불당동   |
| 불당동   | 불당2동  | 불당동   |